# Blackburn Perth
El Blackburn Perth fue un hidrocanoa británico que estuvo en servicio en el periodo de entreguerras. Era esencialmente un Iris actualizado, y, por ello, fue el mayor hidrocanoa en servicio con la Real Fuerza Aérea de la época (y también fue el mayor hidrocanoa biplano en servir con la RAF).

## Diseño y desarrollo
El Blackburn R.B.3A Perth fue diseñado como reemplazo del anterior Iris, en respuesta a la Especificación 20/32 del Ministerio del Aire. Desarrollado desde el Iris Mk IV, el Perth voló por primera vez en 1933. Se diferenciaba del Iris en que reemplazaba los motores Rolls-Royce Condor por los más potentes Rolls-Royce Buzzard y en que poseía una cabina cerrada para los pilotos. Normalmente, en adición a su armamento normal, el Perth estaba equipado con un cañón automático Coventry Ordnance Works C.O.W. de 37 mm (1.46 in) en su proa.
Cuatro ejemplares fueron encargados y puestos en servicio con la RAF.

## Historia operacional
El Perth entró en servicio con la RAF en enero de 1934, cuando el segundo avión fue entregado al No. 209 Squadron RAF en RAF Mount Batten, Plymouth. Los aviones permanecieron en servicio hasta 1937, siendo reemplazados por los Short Singapore y Saunders-Roe London. Un avión fue retenido por el Establecimiento Experimental de Aviones Marítimos (Marine Aircraft Experimental Establishment, MAEE) hasta 1938.

## Operadores
Reino Unido
- Real Fuerza Aérea
- Establecimiento Experimental de Aviones Marítimos

## Especificaciones
Referencia datos: Aircraft of the Royal Air Force 1918–57

### Características generales
- Tripulación: Cinco
- Longitud: 21,3 m (70 ft)
- Envergadura: 29,6 m (97 ft)
- Altura: 8,1 m (26,4 ft)
- Superficie alar: 228,6 m² (2460,7 ft²)
- Peso vacío: 9492 kg (20 920,4 lb)
- Peso cargado: 14 742 kg (32 491,4 lb)
- Peso máximo al despegue: 17 237 kg[3]
- Planta motriz: 3× motor lineal V12 refrigerado por líquido Rolls-Royce Buzzard II MS.
  - Potencia: 615 kW (848 HP; 836 CV) cada uno.
- Hélices: 1× bipala de paso fijo por motor.

### Rendimiento
- Velocidad máxima operativa (Vno): 212 km/h (132 MPH; 114 kt)
- Velocidad crucero (Vc): 175 km/h (109 MPH; 94 kt) [3]
- Alcance: 2100 km (1134 nmi; 1305 mi)
- Techo de vuelo: 3500 m (11 483 ft)
- Régimen de ascenso: 4,1 m/s (807 ft/min)
- Carga alar: 64 kg/m² (13,1 lb/ft²)
- Potencia/peso: 0,125 kW/kg (0,076 hp/lb)

### Armamento
- Ametralladoras: 

  - 3x Lewis de 7,7 mm en posiciones de morro, media y de cola

- Cañones: 

  - 1x C.O.W. de 37 mm en el morro

## Aeronaves relacionadas

### Desarrollos relacionados
- Felixstowe Fury
- Blackburn Iris

### Aeronaves similares
- Hall XP2H
- Short Singapore
- Short Sarafand

### Secuencias de designación
- Secuencia R.B._ (interna de Blackburn): R.B.1 - R.B.2 - R.B.3